# Хиброн (Небраска)
Хиброн (енгл. Hebron) град је у америчкој савезној држави Небраска.

## Демографија
По попису из 2010. године број становника је 1.579, што је 14 (0,9%) становника више него 2000. године.
| Група             | 2000.         | 2010.         |
| Белци             | 1.551 (99,1%) | 1.525 (96,6%) |
| Афроамериканци    | 0 (0,0%)      | 7 (0,4%)      |
| Азијати           | 1 (0,1%)      | 8 (0,5%)      |
| Хиспаноамериканци | 4 (0,3%)      | 24 (1,5%)     |
| Укупно            | 1.565         | 1.579         |